# Боккино, Альсеу Ариосто
Альсеу Ариосто Боккино (порт. Alceu Ariosto Bocchino; 30 ноября 1918, Куритиба — 7 апреля 2013) — бразильский пианист, композитор и дирижёр.
Концертировал в своём родном городе с пятилетнего возраста. Учился у бразильского пианиста австрийского происхождения, выпускника Моцартеума Жуана Пёка; затем изучал фортепиано в консерваториях Параны, Сантоса и Рио-де-Жанейро. Выступал с сольными программами и как аккомпаниатор (в частности, с тенором Титу Шипа). Был музыкальным руководителем различных бразильских радиостанций, в том числе Радиу Насионал. Смолоду находился под влиянием Эйтора Вилла-Лобоса и был с ним дружен; в 1960 г. дирижировал первым посмертным концертом из его произведений. В том же году в качестве одного из дирижёров Бразильского симфонического оркестра руководил фестивалем бразильской музыки, в ходе которого, в частности, исполнил бразильскую премьеру Пятого фортепианного концерта Вилла-Лобоса. В 1963—1965 гг. возглавлял Бразильский симфонический оркестр. В последующие полтора десятилетия широко гастролировал как дирижёр по Европе и Америке. Преподавал в различных бразильских музыкальных учебных заведениях. В 1985 г. возглавил новосозданный Симфонический оркестр Параны и руководил коллективом до 1998 года.
Похоронен на кладбище Святого Иоанна Крестителя в Рио-де-Жанейро.